# Jacques Copeau
Jacques Copeau, né le 4 février 1879 à Paris et mort le 20 octobre 1949 à Beaune, est une personnalité d'importance majeure dans le monde intellectuel et artistique français de la première moitié du XXe siècle, principalement dans le domaine du théâtre.
Critique de théâtre pour plusieurs journaux parisiens, il participe à la création de La Nouvelle Revue française en 1908, avec des amis écrivains comme André Gide et Jean Schlumberger. Il fonde le théâtre du Vieux-Colombier en 1913, qu'il dirige pendant plusieurs années, puis monte une école d'art dramatique en réaction à l'enseignement prodigué au Conservatoire.
Le théâtre français du XXe siècle est marqué par la pensée de Copeau. Albert Camus déclare ainsi : « Dans l'histoire du théâtre français, il y a deux périodes :  avant et après Copeau ».

## Biographie

### Jeunesse
Jacques Copeau naît le 4 février 1879 au 76 de la rue du Faubourg-Saint-Denis (10e arrondissement de Paris).
Enfant de la bourgeoisie industrielle, d'une famille de fabricants et commerçants en mercerie (son père possède notamment une usine à Raucourt dans les Ardennes), il grandit à Paris et suit sa scolarité dans les meilleures écoles. Au lycée Condorcet, il est un élève doué mais irrégulier : déjà très grand lecteur et amateur de théâtre, il échoue au baccalauréat et redouble sa classe de philosophie.
C'est en 1896, dans cette période de préparation au baccalauréat, qu'il rencontre Agnès Thomsen (1872-1950), jeune Danoise de sept ans son aînée, qui était en séjour à Paris pour perfectionner sa connaissance du français. Leur première rencontre date du 13 mars 1896 ; ils tombent amoureux. Copeau, encore lycéen, n'a que 17 ans. Agnès devient la compagne de toute sa vie.
Très jeune, Jacques Copeau se sent une vocation d'écrivain : sa première pièce de théâtre, Brouillard du matin, est une comédie en trois actes qui sera jouée le 27 mars 1897 au Nouveau Théâtre pour la fête de l'association des élèves du lycée Condorcet. L'ancien président de la République française, Casimir-Perier le félicite pour son travail, et le dramaturge Georges de Porto-Riche l'introduit dans le milieu intellectuel parisien.
Après le baccalauréat, Copeau entame des études de philosophie à la Sorbonne, mais le théâtre et sa cour à Agnès lui laissent peu de temps pour étudier et il n'obtient pas sa licence. Contre l'avis de sa mère, il épouse Agnès en juin 1902 à Copenhague. Leur premier enfant, Marie-Hélène (appelée Maiène), nait le 2 décembre suivant.
En avril 1903, la jeune famille rentre en France où Copeau prend les fonctions de directeur de l'usine familiale à Raucourt. En 1903, Copeau rencontre André Gide pour la première fois : c'est le début d'une amitié qui dure jusqu'à la fin comme en témoigne leur correspondance. Tout en vivant à Angecourt dans les Ardennes, Copeau fréquente le milieu intellectuel parisien au sein duquel il se fait un nom comme critique. Il est curieux de tout (musique, peinture...), et boulimique de lectures : il s'intéresse à toutes les formes de production artistique de ses contemporains.
De retour à Paris en 1905, Copeau poursuit son métier de critique dramatique, s'intéressant notamment à Une maison de poupée d'Ibsen ou La Joconde de Gabriele D'Annunzio. Mi-avril naît sa deuxième fille, Edwige (appelée Édi). En juillet 1905, il est engagé à la galerie de Georges Petit pour organiser des expositions et rédiger les catalogues. Il y reste jusqu'en mai 1909. Pendant cette période, il continue à écrire des chroniques théâtrales dans L'Ermitage, Le Théâtre entre 1905 et 1914, et La Grande Revue, de 1907 à 1910.

### La Nouvelle Revue française
Grâce à la vente de l'usine de Raucourt, il acquiert une indépendance financière qui lui permet d'exercer ses activités littéraires. En octobre 1908, il fonde avec André Gide, Jean Schlumberger, Henri Ghéon, André Ruyters et Marcel Drouin, la Nouvelle Revue française (NRF), publication qui devient l'un des principaux arbitres du goût littéraire en France. « Libéré », comme il le dit, de ses fonctions à la galerie et des soucis de gestion de l'usine de Raucourt, Copeau se concentre sur son travail à la NRF. Il dirige la revue en 1912 et 1913 et y publie ses critiques théâtrales.
Au fil de ses écrits, il construit sa réflexion sur une rénovation dramatique. En mai 1909, il décrit la corruption du théâtre commercial et dénonce, dans un long article sur « Le Métier au théâtre », l'abandon de toute idée de création, la facilité et la vulgarité qui dominent sur la scène contemporaine. Deux ans plus tard, il réfléchit dans les mêmes colonnes, à la fonction de critique dramatique, accusant ses collègues de conforter la médiocrité de la production dramatique par complaisance et manque d'exigence. Face au théâtre de boulevard commercial, et au cabotinage des acteurs, la nécessité de rénover la scène française s'est progressivement imposée à Copeau, nourrissant en partie ses critiques dramatiques. Il considère que le réalisme de la fin du XIXe siècle empêche la bonne compréhension du texte et un réel travail sur les personnages. Pour lui, même la vénérable Comédie-Française est en proie à cette artificialité, qu'il considère comme un réel obstacle à la création artistique. Il veut développer un théâtre dépouillé, privilégiant le texte.
En 1910, il achète le Limon, propriété de Seine-et-Marne, loin des distractions de Paris. Il travaille inlassablement avec son ami d'école, Jean Croué, sur une adaptation des Frères Karamazov de Fiodor Dostoïevski qu'il achève fin 1910. Il est alors prêt à devenir non seulement critique mais aussi praticien. La pièce, mise en scène le 6 avril 1911 sous la direction de Jacques Rouché au théâtre des Arts, reçoit des critiques favorables, en particulier en faveur de Charles Dullin, dans le rôle de Smerdiakov. Une deuxième représentation en octobre suivant, avec Louis Jouvet dans le rôle du père Zossima, confirme l'accueil bienveillant de la critique.

### Le Vieux-Colombier
Animé par ses idéaux, soutenu par ses amis de la Revue, encouragé par le succès critique de ses premières mises en scène, Jacques Copeau décide de s'engager dans la création d'un théâtre. Il lance au printemps 1913, dans les colonnes de la NRF, un appel « à la jeunesse, aux gens lettrés et à tous pour une rénovation dramatique ».
Dans la même revue, en septembre, il publie Un Essai de rénovation dramatique : le théâtre du Vieux Colombier. Au printemps 1913, il organise dans l'appartement montmartrois de Charles Dullin les auditions et constitue une troupe parmi laquelle on compte Blanche Albane, Jane Loury, Roger Karl, Jean Villard (dit Gilles), Suzanne Bing et Louis Jouvet (qui commence comme régisseur). Durant l'été, il les réunit au "Limon" pour leur exposer son approche du texte de théâtre et leur inculquer les techniques de jeu, comme l'improvisation et le mouvement, avec l'objectif de leur faire désapprendre les trucs du théâtre commercial et les techniques du Conservatoire. De son côté, Copeau doit apprendre à travailler avec des comédiens professionnels.
Sa vision du théâtre est bien précise, en rupture avec les productions divertissantes de son temps, ainsi que l'écrit la critique de théâtre Fabienne Pascaud : « Le théâtre prôné par Copeau est à l'opposé de celui qui se pratique sur les scènes parisiennes, qu'il conspue à l'excès. [...] Sa rage s'est accumulée contre les théâtres de divertissement trop commerciaux, où les acteurs multiplient effets, trucs et tics. Partout le bluff, la surenchère de toute sorte et l'exhibitionnisme de toute nature parasitant un art qui se meurt... partout veulerie, désordre, indiscipline, ignorance et sottise, dédain du créateur, haine de la beauté ; une pratique de plus en plus folle et vaine, une critique de plus en plus consentante, un goût du public de plus en plus égaré… Copeau est un indigné. Et le clame. Il faut faire table rase. Pour retrouver santé et vie, le théâtre réformé devra repousser tout ce qui est vicié dans sa forme, dans son fond, dans son esprit, dans ses mœurs. Il faut retrouver, à tout niveau — technique, administratif, artistique —, les vertus d'honnêteté, de simplicité, de sincérité. Alors seulement pourront s'épanouir l'humanité, la vérité, essentielles à l'art dramatique. »

#### 1913. Première saison du Vieux-Colombier
Il ouvre, le 22 octobre suivant, le théâtre du Vieux-Colombier dans l'Athénée-Saint-Germain, sur la rive gauche, quartier du savoir, à l'opposé de la rive droite des boulevards. Là, dans le prolongement des expériences naturalistes et symbolistes d’Antoine, Fort, Lugné-Poe et Rouché, il applique sa vision d'un théâtre moderne, exigeant et bon marché grâce aux abonnements, d'un lieu de diffusion et de création, d'une offre diversifiée alliant nouvelles créations et pièces classiques avec trois productions hebdomadaires, et d'une mise en scène épurée et poétique. La première représentation, le 23 octobre, est celle d’Une femme tuée par la douceur, de Thomas Heywood, qui ne convainc pas le public. Puis, durant la première saison sont présentés des œuvres de Molière (L'Amour médecin, L'Avare, La Jalousie du barbouillé), Shakespeare (La Nuit des rois), Alfred de Musset (Barberine) et celles de jeunes écrivains tel Jean Schlumberger (Les Fils Louverné) et Roger Martin du Gard. Ces pièces rencontrent davantage le succès, relevant le talent des acteurs (notamment Dullin dans le rôle d'Harpagon, et de la troupe dans La Jalousie du barbouillé) et la modernité d'une mise en scène dépouillée. Copeau monte également L’Échange de Paul Claudel, traitant de façon poétique de la relation entre conjoints, offrant à Dullin une nouvelle démonstration de son talent d'interprétation de même qu'à Copeau, qui compose l'un des rôles principaux avec inspiration. Les Frères Karamazov est à nouveau présenté avec Dullin en Smerdiakov, Jouvet en Feodor et Copeau en Ivan.
La troupe, épuisée mais poussée par le succès artistique et parfois critique, conclut la saison par La Nuit des rois qui entre dans la légende par sa préparation et sa mise-en-scène, Copeau et Jouvet travaillant durant quarante-huit heures d'affilée à l'éclairage, Duncan Grant courant après les acteurs pour les dernières retouches aux costumes juste avant le lever de rideau. Avec Jouvet en Sir Andrew Aguecheek, Suzanne Bing en Viola, Blanche Albane en Olivia et Romain Bouquet en Sir Toby Belch, avec une mise en scène d'une saisissante simplicité, la pièce fait appel à l'imagination du public comme jamais depuis le théâtre des Arts de Paul Fort. Acclamé par le public et la critique, le public fait la queue pour y assister, mais la troupe part en tournée en Alsace. Le pari de Copeau a payé. Le théâtre du Vieux-Colombier a imprimé sa marque par l'application des principes de son Appel, à travers l'affirmation esthétique d'un théâtre comme véritable art, et pas simplement spectacle. Par les efforts de chacun, la troupe a également prouvé que même avec des moyens limités, allier exigence artistique et succès tant critique et populaire est possible.

#### 1914. Déclaration de la guerre et annulation des représentations
La déclaration de guerre à l'été 1914 contraint le théâtre à annuler sa deuxième saison, et à fermer. Réformé pour un début de tuberculose pulmonaire, Copeau revient à Paris et conserve une abondante correspondance avec Dullin et Jouvet. De sa correspondance avec ce dernier, naît le concept de « loggia », modernisation de l'espace scénique visant à se rapprocher de la Commedia dell'arte au service d'une « nouvelle comédie ». Copeau s'affaire avec Suzanne Bing à la traduction du Conte d'hiver de Shakespeare et réfléchit à la constitution d'une École de comédiens pour former une génération qui ne soit pas corrompue par le Conservatoire. En août 1915, Edward Gordon Craig l'invite à Florence pour discuter d'une possible mise en scène de la Passion selon saint Matthieu de Bach. Les deux réformateurs du théâtre s'opposent sur les conditions du renouveau théâtral, Craig ne pensant pas que l'on peut éduquer convenablement les comédiens. Lors de son voyage retour vers Paris, il fait une étape à Genève pour échanger avec le scénographe Adolphe Appia et le compositeur Émile Jaques-Dalcroze, et assiste à plusieurs classes de ce dernier. Nourri par ces rencontres, il prépare une formation pluridisciplinaire alliant culture générale, musique, rythmique, gymnastique, improvisation, mimes et jeux de masques. Dès son retour à Paris, il ouvre une formation pour comédiens, avec l'aide de Bing, mais s'aperçoivent rapidement que pour profiter pleinement du potentiel de ces méthodes, il leur reste beaucoup à apprendre.

#### 1917-1919. L'aventure américaine
Au cours de l'été 1916, Clemenceau lui demande promouvoir le théâtre français aux États-Unis. Copeau y voit l'opportunité de faire revenir ses acteurs du front et de reconstituer sa troupe, mais aussi le moyen de consolider financièrement le Vieux-Colombier. Il part alors pour New York pour donner des conférences, accueilli par plusieurs articles élogieux de la presse new-yorkaise, tel le New York Times qui titre « Le rebelle par excellence du théâtre français arrive ». Otto Hermann Kahn, financier et mécène des arts, lui propose rapidement de prendre la direction du Théâtre français, à la suite d'Étienne Bonheur. Gaston Gallimard et une partie de la troupe du Vieux-Colombier, dont Jouvet, régisseur général et comédien, et Dullin, rejoignent donc Copeau. Installés dans le Garrick Theatre, sur la 35e rue Ouest, ils donnent le temps de deux saisons, entre novembre 1917 et juin 1919, 345 représentations, mais n’obtiennent pas le succès espéré. Copeau en revient très fatigué.

#### 1920-1924. Réouverture et fin du Vieux-Colombier
Le Vieux Colombier rouvre en février 1920, avec un nouveau dispositif scénique créé par Jouvet, sur le principe du « tréteau nu ». Cette configuration de la salle offre une polyvalence pour accueillir aussi bien des pièces que des concerts ou des conférences. L'école accueille une troupe de jeunes comédiens, parmi lesquels Marie-Hélène Copeau, Jean Dorcy, Aman Maistre et Jean Dasté, sous la direction de Jules Romains. Copeau doit faire face au départ de Jouvet, qui rejoint Jacques Hébertot à la Comédie Montaigne, puis de Romains. Après la représentation du Paquebot Tenacity de Vildrac, en 1924, il ferme le théâtre.

### L'aventure bourguignonne: les Copiaus
En octobre 1924, Copeau et sa troupe de jeunes passionnés s'établissent au Château de Morteuil à Merceuil, village situé à quelques kilomètres de Beaune. Le metteur en scène souhaite retrouver en province, auprès d'un « public moins frivole, moins distrait, moins surmené de plaisirs, moins énervé par les variations constantes de la mode, moins détraqué dans son goût et moins affolé dans son jugement que le public de Paris », une authenticité de l'art de la scène. Pour Laferté, ce retour à la terre, cet intérêt pour l'art populaire, s'inscrit dans un « discours valorisant une pureté des mondes paysans, des mondes les plus éloignés de l’urbain industrialisé » plus général dans les arts du début du XXe siècle.
Copeau souhaite installer l'École du Vieux-Colombier en Bourgogne, mais faute de financements, il est contraint de dispenser régulièrement des conférences et des lectures pour couvrir les dépenses. En janvier 1925, il présente deux pièces devant un groupe d'industriels à Lille, afin d'obtenir un soutien financier, dans l'optique d'une activité drastiquement réduite pour la troupe : « quatre pièces par an, huit mois de préparation, quatre mois de mise en scène, un mois à Paris et trois mois en province et à l'étranger ». Cette tentative est un échec, et Copeau poursuit ses conférences en France et en Belgique.
Certains comédiens et élèves quittent la troupe et, compte tenu de la situation financière réduite, Copeau adopte une nouvelle approche autour de « la nouvelle comédie », pour reproduire la commedia dell'arte de masques et d'improvisation. Il écrit Le Veuf, répété par les comédiens sur une simple scène dans le hall principal de Morteuil. Les habitants du village de Pernand-Vergelesses, près de Beaune, où Copeau et sa troupe finissent par s'installer, les baptisent « les Copiaus », accoutumés aux vies fantaisistes des acteurs, leurs costumes et leurs parades. La troupe participe même aux travaux agricoles et viticoles.
À partir de mai 1925, les Copiaus jouent Molière et des pièces spécifiquement écrites pour eux par Copeau, à l'aide de masques de leur propre invention. Leurs représentations sont précédées d'un défilé de l'ensemble de la troupe, accompagné de tambours, de trompes et de bannières colorées. Ils jouent sur une simple estrade sur les places de villages ou dans les lieux couverts qu'ils trouvent. Malgré un agenda chargé de lectures et conférences, Copeau poursuit son travail avec la troupe ; son autorité s'affaiblit toutefois progressivement de sorte que, en juin 1929, les Copiaus constitue une nouvelle troupe, La Compagnie des Quinze. De retour à Paris, ils montent Noé d'André Obey sous la direction de Michel Saint-Denis.

### La conversion au catholicisme
En 1925, Jacques Copeau se convertit au catholicisme, sous l’influence de Paul Claudel et du cercle Maritain à Meudon. Ce fait déterminant imprègne et oriente aussi bien sa vie que son œuvre, comme metteur en scène et dramaturge. S'il participe un temps à Jeux, tréteaux et personnages, la revue d'inspiration chrétienne fondée par Henri Brochet, rencontré par l'intermédiaire de Henri Ghéon, Copeau met toutefois en garde contre un éventuel dogmatisme doctrinal qui viendrait à nier la réalité même du théâtre : « Il faut par-dessus tout éviter le ton doctrinaire. La doctrine ne doit se formuler que quand l’autorité est acquise », écrit-il dans une lettre à Brochet.
Henry Philipps analyse ainsi l'équilibre de Copeau, entre la foi et l'art : « De tout le langage des écrits de Copeau sur le théâtre au cours de sa vie se dégage le sentiment que l’esprit émane du corps, que la scène exhibe le fusionnement du charnel et du spirituel, le spirituel ne se superposant pas sur le charnel. Les hommes théâtraux dont l’inspiration viendrait d’abord de l’extérieur ne serviraient alors pas le métier. »
Le critique théâtral Pierre Monastier écrit dans le même sens que Jacques Copeau rend au théâtre et à la foi ce qui leur appartient respectivement : « Jacques Copeau n’a jamais caché sa conversion au catholicisme, en 1925, mais a toujours préservé – contre tout impératif catégorique de la doctrine – l’essence même du théâtre. Il rend à la scène ce qui lui appartient. Ou pour le dire avec Bernanos, il n’est pas un écrivain catholique, mais "un catholique qui écrit". Si certains accents du Petit Pauvre, notamment lors de la scène qui oppose saint François au démon, pourraient frôler l’apologétique, Jacques Copeau évite largement le piège de la propagande ; la puissance littéraire de son théâtre en sort grandie. La marque des grands. C’est notamment pourquoi Albert Camus a pu écrire : "Dans l’histoire du théâtre, il y a avant et après Copeau". »

### La Comédie-Française

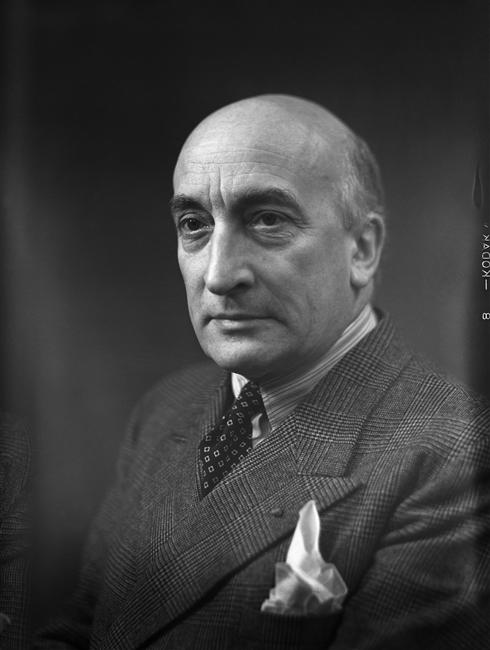
Jacques Copeau en 1936 (photo studio Harcourt).

Dans les années 1930, Copeau demeure fortement présent dans le monde théâtral, comme metteur en scène, conférencier avec les « lectures dramatiques », critique dans les Nouvelles littéraires entre novembre 1933 et février 1935, et traducteur de Shakespeare avec Suzanne Bing. Il monte en plein air à Florence, avec André Barsacq, Le Mistère de Santa Uliva en 1933 au cloître de la Sainte-Croix, Perséphone (de Gide et Igor Stravinsky) à l'opéra de Paris, puis Savonarola en 1935 sur la place centrale de Florence, et en 1938. Il apparaît au cinéma devant les caméras de Marc Allégret (Sous les yeux d'Occident, 1936 et La Dame de Malacca, 1937) et de Claude Autant-Lara (L'Affaire du courrier de Lyon, 1937).
Il est appelé avec trois membres du Cartel des quatre, à la Comédie-Française, entre 1936 et Comme il vous plaira en 1938. Il y met en scène Beaucoup de bruit pour rien, Le Misanthrope, Bajazet, Asmodée de François Mauriac et Le Testament du Père Leleu de Roger Martin du Gard. Nommé en mai 1940 administrateur provisoire de la Maison Molière, il monte Le Cid avec Jean-Louis Barrault, La Nuit des rois, et Le Carrosse du Saint Sacrement de Mérimée.

### Les dernières années
Après avoir accepté d’être nommé en 1940 Administrateur général de la Comédie Française, en remplacement d’Édouard Bourdet - qui avait été nommé par Jean Zay, ministre juif du gouvernement Léon Blum - et sur la demande de l’occupant, il consent rapidement à l’éviction des sociétaires juifs, dont Jean Yonnel et René Alexandre. Il sera cependant contraint à la démission début 1941, en raison, selon lui, des activités de résistance de son fils.
En conflit avec les exigences du régime de Vichy et des Allemands, il démissionne en mars 1941. Retiré à Pernand-Vergelesses, il écrit Le Théâtre populaire (1941), essai qui influence la conception théâtrale de Jean Vilar. Marqué par la personne de saint François d'Assise, qu'il avait eu l'occasion de croiser lorsqu'il interpréta son personnage dans La Vie profonde de saint François d’Assise de Henri Ghéon (1926), Jacques Copeau publie à son tour une pièce sur le Poverello, commencée en 1929, qu'il intitule Le Petit Pauvre (1944).
Au printemps 1942, il est contacté par l'ingénieur et musicien Pierre Schaeffer afin d'organiser un stage de formation aux arts radiophoniques. Le stage de Beaune a lieu du 15 septembre au 15 octobre 1942. Il monte en juillet 1943, avec André Barsacq, son adaptation d'une œuvre médiévale, Le Miracle du pain doré, dans la cour d'honneur des hospices de Beaune.
Malade depuis plusieurs années, il meurt aux hospices de Beaune le 20 octobre 1949. Il est enterré au cimetière communal de Pernand-Vergelesses (Côte-d'Or). Le chanteur Graeme Allwright, son petit-fils par alliance, le rejoint dans son ultime demeure en février 2020.
Jacques Copeau était membre de la Légion d'honneur. Son buste, conservé à la Comédie-Française, a été exécuté par le statuaire Philippe Besnard. Ses archives sont conservées au département des Arts du spectacle de la Bibliothèque nationale de France.

## Citations
- « Le jour où je sentirai mon pied faiblir sur le tréteau, le jour où la voix me manquera, où je ferai définitivement retraite entre ces trois collines d’où la vue s’étend jusqu’au Jura, je voudrais qu’à ce moment là quelque chose de moi continuât de courir le monde, quelque-chose de plus robuste, de plus jeune et de plus grand que moi, dont il me fût permis de dire : c’est pour cela que j’ai travaillé. »
- « Que les autres prestiges s'évanouissent et, pour l'œuvre nouvelle, qu'on nous laisse un tréteau nu. »
- « Un théâtre parce qu’il n’y en a pas

Recréer les conditions de travail et de création pour l’avenir.
Savoir où on en est
(s’il le faut se relier très loin et très profond)
Déblayer, nettoyer, refuser.
Retrouver un point de départ
Pas de création affolée ou sans destination
Il faut élever sur des fondations absolument intactes.
Un théâtre nouveau
Il faut une scène nouvelle. »

## Héritage de Jacques Copeau

### Élèves

#### Louis Jouvet
Louis Jouvet, l'un des plus proches collaborateurs de Copeau, resté à ses côtés jusqu'en 1922 comme metteur en scène et acteur, est devenu l'un des plus importants directeurs français du XXe siècle. Avec Gaston Baty, Georges Pitoëff, et Charles Dullin, il a fondé le Cartel des quatre en 1927, visant à soutenir les offres de chacun et, surtout, à l'élévation de la qualité de la scène parisienne dans la tradition de Copeau. Jouvet, comme Copeau, s'appuie avant tout sur le texte. Dans les années 1930, il devient le metteur en scène attitré de Jean Giraudoux, qui devient alors l'un des dramaturges les plus en vue de l'entre-deux-guerres. Puis Jouvet travaille sur l'importance des décors dans la mise en scène en relevant leur théâtralité. Son jeu d'acteur, sur scène et au cinéma, témoigne de son haut niveau d'exigence, l'un des éléments de la pensée théâtrale de Copeau.

#### Charles Dullin
Avant le retour de Copeau à Paris, en juin 1920, Charles Dullin donne des cours au théâtre Antoine avec Firmin Gémier, puis crée en 1921 la troupe-école de L'Atelier avec son épouse, Marcelle Jeanniot-Dullin, et quelques étudiants, dont Génica Athanasiou et Lucien Arnaud, et un peu plus tard Antonin Artaud et Vital Geymond. En 1922, il prend possession du Théâtre-Montmartre renommé Théâtre de l'Atelier, jusqu'à la Seconde Guerre mondiale où il le cède à André Barsacq. Il y monte avec succès Volpone de Ben Jonson, L' Avare de Molière, Antigone de Sophocle adapté par Jean Cocteau et mis en musique par Arthur Honegger, Le Plaisir de l'honnêteté de Pirandello, Les Oiseaux d'Aristophane et Richard III de William Shakespeare. Dans la tradition de Copeau, Dullin défend le respect du texte, un décor minimaliste, préférant la poésie au spectaculaire et plaçant l'acteur au centre de l'acte théâtral. Dullin a également beaucoup joué dans les années 1930 au cinéma, notamment pour pouvoir financer son théâtre.

#### Jean Dasté
Gendre de Copeau, membre des Copiaus et fondateur de la Compagnie des Quinze, Jean Dasté a poursuivi une des idées de Copeau : la décentralisation, l'effort d'apporter le théâtre au peuple. Il commence cette action en montant un théâtre à Grenoble, où sa première mise en scène a été Noé d'André Obey, écrit pour la Compagnie des quinze, sillonnant la région pour jouer de villes en villages. Quand la municipalité grenobloise refuse la création d'un centre dramatique national, il s'installe à Saint-Étienne, ville de forte tradition ouvrière. Là il continue ses efforts de diffusion théâtrale, jouant sous une tente les mois d'été, sur les places et les parcs de la ville. Son répertoire reflète celui de Copeau : Molière, Shakespeare et Marivaux. La Comédie de Saint-Étienne (1947-1970) est devenu un modèle du mouvement de décentralisation dramatique.

#### André Barsacq
Pendant dix ans, André Barsacq travaille pour le théâtre avec Dullin, en compagnie de Jean-Louis Barrault et pour le cinéma avec Jean Grémillon, Marcel L'Herbier ou Max Ophüls. Il travaille ensuite avec Michel Saint-Denis à la Compagnie des Quinze. En 1937, il fonde avec Jean Dasté et Maurice Jacquemont le théâtre des Quatre-Saisons, et commence sa carrière de metteur en scène. Avec cette compagnie, il participe au French Theatre à New York, où il se lie avec Antoine de Saint-Exupéry et Orson Welles. La même année, il conçoit le théâtre Volant et le théâtre de Verdure pour l’Exposition universelle de Paris. Trois ans plus tard, il prend, pour plus de trente ans, la suite de son maître, Dullin, au théâtre de l'Atelier. Il a travaillé à plusieurs reprises avec Jacques Copeau en compagnie d'Ida Rubinstein, puis au mai Florentin et aux Hospices de Beaune.

### Postérité
En 1971 est créée l’association Les Amis de Jacques Copeau, aujourd’hui présidée par Christian Schiarretti. Elle soutient la publication, notamment chez Gallimard, des écrits de Copeau et organise le dépôt des archives de Copeau et de sa famille à la Bibliothèque nationale de France et aux Archives de Beaune. La maison à Pernand-Vergelesse est, depuis 1985, inscrite à l'Inventaire supplémentaire des Monuments Historiques. L'association Maison Jacques Copeau est créée en 2009, dont la présidence est d'abord à Alain Renault, puis - dès l'année suivante - à Muriel Mayette-Holtz, alors administratrice de la Comédie-Française.
Tombée dans l'oubli depuis plus de 50 ans, l'œuvre écrite de Jacques Copeau n'est plus jouée. Le metteur en scène Djamel Guesmi, fondateur de la troupe Les Tréteaux du Monde, le remet à l'honneur au début du XXIe siècle en reprenant Le Petit pauvre dans une scénographie dépouillée, sans artifices, conformément aux vœux de Jacques Copeau,.

## Publications

### Articles
- « Le Métier au théâtre », NRF, mai 1909
- « Un Essai de rénovation dramatique : le théâtre du Vieux Colombier », NRF, septembre 1913.

### Journal et essais
- Souvenirs du Vieux Colombier, Nouvelles Éditions Latines, Paris, 1931.
- Le Théâtre populaire (1941).
- Journal 1901-1915 et Journal 1916-1948, édition Seghers, 1991, reprise, en 1991, sous nouvelle couverture rempliée jaune paille par les Éditions Claire Paulhan  (ISBN 2-912222-10-9) &  (ISBN 2-912222-11-7)[24].
- Anthologie inachevée à l'usage des jeunes générations, Paris, Éditions Gallimard, 2011.  (ISBN 978-2-07-013649-0)
- Anthologie subjective, Paris, Éditions Gallimard, 2011.  (ISBN 978-2-07-013648-3)

## Théâtre

### Auteur
- Brouillard du matin (1897).
- Impromptu du Vieux Colombier, New York, Théâtre du Vieux Colombier, 27 novembre 1917, texte édité par Gallimard, 1917, 27 p. lire en ligne sur Gallica
- Prologue Improvisé, créé au Vieux-Colombier le 8 mars 1923.
- La Maison Natale, créé au Vieux-Colombier le 18 décembre 1923 - Prix Paul-Hervieu de l’Académie française en 1924.
- L'Impôt (1925).
- L'Objet (1925).
- Le Veuf (1925).
- Arlequin Magicien (1925).
- L'Illusion (1925), adapté de Fernando de Roja et de Pierre Corneille.
- L'Anconitaine (1927), inspiré de Ruzzante.
- Le mistère de Santa Uliva (1933)
- Le Petit pauvre, Gallimard, Paris, 1946  (ISBN 2070216667).

### Metteur en scène
- 1913 : La Nuit des Rois
- 1917-19 : Saisons américaines au Garrik Theatre, New-York
- 1921 à 1924 : Saisons au Vieux-Colombier
- 1925 : Les Copiaus en Bourgogne
- 1934 : Rosalinde d'après Comme il vous plaira de William Shakespeare, Théâtre de l'Atelier.
- 1933 : Le Mistère de Santa Uliva, pièce créée au Cloître de la basilique Santa Croce, Florence, Italie.
- 1936-1938 : Beaucoup de bruit pour rien de William Shakespeare, Comédie-Française.
- 1936-1938 : Le Misanthrope, de Molière, Comédie-Française.
- 1936-1938 : Bajazet, de Jean Racine, Comédie-Française.
- 1936-1938 : Asmodée de François Mauriac, Comédie-Française.
- 1936-1938 : Le Testament du Père Leleu de Roger Martin du Gard, Comédie-Française.
- 1940 : Le Cid de Pierre Corneille, avec Jean-Louis Barrault, Comédie-Française.
- 1940 : La Nuit des rois de William Shakespeare, Comédie-Française.
- 1940 : Le Carrosse du Saint Sacrement de Mérimée, Comédie-Française.

## Filmographie
- 1926 : Camille de Ralph Barton
- 1936 : Sous les yeux d'Occident de Marc Allégret
- 1937 : La Dame de Malacca de Marc Allégret
- 1937 : L'Affaire du courrier de Lyon de Maurice Lehmann
- 1938 : La Vénus de l'or de Jean Delannoy
- 1938 : Conflit de Léonide Moguy

### Filmographie
- L'Impromptu de Jacques Copeau, 1993, film documentaire de Laurent Roth, rend hommage à Jacques Copeau.